# Croton brieyi
Espèce
Classification APG III (2009)
Croton brieyi est une espèce de plantes à fleurs du genre Croton et de la famille des Euphorbiaceae présente en République démocratique du Congo.